# Alan Dzagoev
Alan Elizbarovici Dzagoev (rusă Алан Елизбарович Дзагоев ; n. 17 iunie 1990) este un fotbalist rus de origine osetiană, care joacă pentru ȚSKA Moscova.

## Palmares

### Club

#### ȚSKA Moscova
- Cupa Rusiei (3): 2007–08, 2008–09, 2010–11
- Supercupa Rusiei (1): 2009

#### Individual
- Russian Premier League Cel mai bun tânăr jucător (1): 2008